# Scruptoluperus
Scruptoluperus es un género de insecto coleóptero de la familia Chrysomelidae.

## Especies
Las especies de este género son:
- Scruptoluperus africanus (Jacoby, 1891)
- Scruptoluperus brevicornis (Jacoby, 1897)
- Scruptoluperus dunbrodensis (Jacoby, 1903)